# Volkmar Dinstuhl
Volkmar Dinstuhl (* 26. September 1972 in Oberhausen) ist ein deutscher Schachspieler.

## Leben
Volkmar Dinstuhl studierte an der Ruhr-Universität Bochum und promovierte dort 2002 zum Thema Konzernbezogene Unternehmensbewertung am Lehrstuhl für Controlling bei Hans Dirrigl. Seine Dissertation erhielt den Ernst Zander-Preis des Instituts für Unternehmensführung und Unternehmensforschung der Ruhr-Universität. Volkmar Dinstuhl ist einer der Geschäftsführer der thyssenkrupp Accessibility. Zum 1. Oktober 2024 übernimmt er als Chief Executive Officer (CEO) die Leitung des Segments Automotive Technology bei thyssenkrupp.
Auch sein zwei Jahre jüngerer Bruder Burghard ist ein erfolgreicher Schachspieler, der in der deutschen Schachbundesliga gespielt hat. Burghard hat aber seit den 1990er-Jahren keine Turnierpartie mehr gespielt.

## Erfolge
1989 belegte er den ersten Platz bei einem Lehrgang der Talentförderung (TASi) der Deutschen Schachjugend in Hamburg. Die nordrhein-westfälische U20-Meisterschaft gewann er 1990 in Telgte. 1991 belegte er mit der deutschen Jugendnationalmannschaft beim Glorney Cup in Gent den zweiten Platz. An deutschen Hochschul-Mannschaftsmeisterschaften nahm Volkmar Dinstuhl 1994 in Bremen, 1995 in Stuttgart, 1997 in Leipzig und 1998 in Heidelberg am Spitzenbrett der Ruhr-Universität Bochum teil: 1997 wurde er deutscher Hochschulmeister. Von 1989 bis 1993 spielte er für den SV Wattenscheid. Zum ersten Mal in der deutschen Schachbundesliga spielte er in der Saison 1993/94 für den SV Castrop-Rauxel. Von der Saison 2002/03 bis zur Saison 2013/14 spielte er wieder für Wattenscheid. 2005 wurde er in Bochum-Wattenscheid mit dem SV Wattenscheid deutscher Mannschaftsmeister im Blitzschach. In der Saison 2014/15 spielt Dinstuhl für den SV Mülheim-Nord.

## Titel
Den Titel Internationaler Meister trägt Volkmar Dinstuhl seit November 2002. Die Normen hierfür erzielte er alle in der Schachbundesliga, und zwar in den Saisons 1995/96, 1996/97 und 2001/02. In der Saison 2002/03 erreichte er eine GM-Norm. In dieser Saison besiegte er unter anderem Dimitri Bunzmann, Matthias Wahls und Markus Stangl.

## Rating
Bei einem einjährigen Aufenthalt in den Vereinigten Staaten 2004/05 war er durch seine dortigen Turnierergebnisse mit einer USCF-Wertungszahl von 2654 hinter Ben Finegold auf dem Zweiten Platz der Rangliste Michigans.